# DENIS-P J0255−4700
DENIS-P J0255−4700 ist ein Brauner Zwerg der Spektralklasse L9 im Sternbild Eridanus. Er wurde 1999 von Eduardo L. Martín et al. entdeckt. Seine Position verschiebt sich aufgrund seiner Eigenbewegung jährlich um 1154,121 Millibogensenkunden. Er befindet sich in einer Entfernung von knapp 16 Lichtjahren zur Erde.